# (24025) Kimwallin
(24025) Kimwallin est un astéroïde de la ceinture principale d'astéroïdes.

## Description
(24025) Kimwallin est un astéroïde de la ceinture principale d'astéroïdes. Il fut découvert le 9 septembre 1999 à Socorro par le projet LINEAR. Il présente une orbite caractérisée par un demi-grand axe de 2,25 UA, une excentricité de 0,10 et une inclinaison de 5,2° par rapport à l'écliptique.

## Compléments